# Produto de Wallis
Em matemática, o produto de Wallis para π, expresso em 1655 por John Wallis, estabelece que

Comparação da convergência do produto de Wallis (asteriscos em roxo) e diversas séries infinitas históricas para π. S_{n} é a aproximação após tomar n termos. Cada subsequente subplotagem magnifica a área sombreada horizontalmente por 10 vezes. (clicar para detalhe)

{\displaystyle \prod _{n=1}^{\infty }\left({\frac {2n}{2n-1}}\cdot {\frac {2n}{2n+1}}\right)={\frac {2}{1}}\cdot {\frac {2}{3}}\cdot {\frac {4}{3}}\cdot {\frac {4}{5}}\cdot {\frac {6}{5}}\cdot {\frac {6}{7}}\cdot {\frac {8}{7}}\cdot {\frac {8}{9}}\cdots ={\frac {\pi }{2}}}

## Dedução
Wallis deduziu este produto infinito como ele é apresentado atualmente em livros de cálculo, examinando {\displaystyle \textstyle \int _{0}^{\pi }\sin ^{n}x\,dx} para valores pares e ímpares de n, e notando que para grandes n, aumentando n por 1 resulta em uma mudança que torna-se menor quando n aumenta. Como o cálculo infinitesimal moderno ainda não existia, e a análise matemática naquela época era inadequada para discutir as questões de convergência, esta era uma pesquisa difícil bem como também uma tentativa.
O produto de Wallis é, em retrospecto, um corolário fácil da posterior fórmula de Euler para a função senoidal. Em 2015 os pesquisadores Carl Richard Hagen e Tamar Friedmann, em uma descoberta surpresa, encontraram a mesma fórmula nos cálculos da mecânica quântica dos níveis de energia de um átomo de hidrogênio.

## Prova usando o produto infinito de Euler para a função seno[6]
{\displaystyle {\frac {\sin x}{x}}=\prod _{n=1}^{\infty }\left(1-{\frac {x^{2}}{n^{2}\pi ^{2}}}\right)}
Seja x = ⁠π/2⁠:
{\displaystyle {\begin{aligned}\Rightarrow {\frac {2}{\pi }}&=\prod _{n=1}^{\infty }\left(1-{\frac {1}{4n^{2}}}\right)\\\Rightarrow {\frac {\pi }{2}}&=\prod _{n=1}^{\infty }\left({\frac {4n^{2}}{4n^{2}-1}}\right)\\&=\prod _{n=1}^{\infty }\left({\frac {2n}{2n-1}}\cdot {\frac {2n}{2n+1}}\right)={\frac {2}{1}}\cdot {\frac {2}{3}}\cdot {\frac {4}{3}}\cdot {\frac {4}{5}}\cdot {\frac {6}{5}}\cdot {\frac {6}{7}}\cdots \end{aligned}}}

## Prova usando integração[7]
Seja:
{\displaystyle I(n)=\int _{0}^{\pi }\sin ^{n}x\,dx}
(uma forma da integral de Wallis).
Integração por partes:
{\displaystyle {\begin{aligned}u&=\sin ^{n-1}x\\\Rightarrow du&=(n-1)\sin ^{n-2}x\cos x\,dx\\dv&=\sin x\,dx\\\Rightarrow v&=-\cos x\end{aligned}}}
{\displaystyle {\begin{aligned}\Rightarrow I(n)&=\int _{0}^{\pi }\sin ^{n}x\,dx\\{}&=-\sin ^{n-1}x\cos x|_{0}^{\pi }-\int _{0}^{\pi }(-\cos x)(n-1)\sin ^{n-2}x\cos x\,dx\\{}&=0+(n-1)\int _{0}^{\pi }\cos ^{2}x\sin ^{n-2}x\,dx,\qquad n>1\\{}&=(n-1)\int _{0}^{\pi }(1-\sin ^{2}x)\sin ^{n-2}x\,dx\\{}&=(n-1)\int _{0}^{\pi }\sin ^{n-2}x\,dx-(n-1)\int _{0}^{\pi }\sin ^{n}x\,dx\\{}&=(n-1)I(n-2)-(n-1)I(n)\\{}&={\frac {n-1}{n}}I(n-2)\\\Rightarrow {\frac {I(n)}{I(n-2)}}&={\frac {n-1}{n}}\\\Rightarrow {\frac {I(2n-1)}{I(2n+1)}}&={\frac {2n+1}{2n}}\end{aligned}}}
Este resultado será usado abaixo:
{\displaystyle {\begin{aligned}I(0)&=\int _{0}^{\pi }dx=x|_{0}^{\pi }=\pi \\I(1)&=\int _{0}^{\pi }\sin x\,dx=-\cos x|_{0}^{\pi }=(-\cos \pi )-(-\cos 0)=-(-1)-(-1)=2\\I(2n)&=\int _{0}^{\pi }\sin ^{2n}x\,dx={\frac {2n-1}{2n}}I(2n-2)={\frac {2n-1}{2n}}\cdot {\frac {2n-3}{2n-2}}I(2n-4)\end{aligned}}}
Repetindo o processo,
{\displaystyle ={\frac {2n-1}{2n}}\cdot {\frac {2n-3}{2n-2}}\cdot {\frac {2n-5}{2n-4}}\cdot \cdots \cdot {\frac {5}{6}}\cdot {\frac {3}{4}}\cdot {\frac {1}{2}}I(0)=\pi \prod _{k=1}^{n}{\frac {2k-1}{2k}}}
{\displaystyle I(2n+1)=\int _{0}^{\pi }\sin ^{2n+1}x\,dx={\frac {2n}{2n+1}}I(2n-1)={\frac {2n}{2n+1}}\cdot {\frac {2n-2}{2n-1}}I(2n-3)}
Repetindo o processo,
{\displaystyle ={\frac {2n}{2n+1}}\cdot {\frac {2n-2}{2n-1}}\cdot {\frac {2n-4}{2n-3}}\cdot \cdots \cdot {\frac {6}{7}}\cdot {\frac {4}{5}}\cdot {\frac {2}{3}}I(1)=2\prod _{k=1}^{n}{\frac {2k}{2k+1}}}
{\displaystyle \sin ^{2n+1}x\leq \sin ^{2n}x\leq \sin ^{2n-1}x,0\leq x\leq \pi }
{\displaystyle \Rightarrow I(2n+1)\leq I(2n)\leq I(2n-1)}
{\displaystyle \Rightarrow 1\leq {\frac {I(2n)}{I(2n+1)}}\leq {\frac {I(2n-1)}{I(2n+1)}}={\frac {2n+1}{2n}}}, from above results.
Pelo teorema do confronto,
{\displaystyle \Rightarrow \lim _{n\rightarrow \infty }{\frac {I(2n)}{I(2n+1)}}=1}
{\displaystyle \lim _{n\rightarrow \infty }{\frac {I(2n)}{I(2n+1)}}={\frac {\pi }{2}}\lim _{n\rightarrow \infty }\prod _{k=1}^{n}\left({\frac {2k-1}{2k}}\cdot {\frac {2k+1}{2k}}\right)=1}
{\displaystyle \Rightarrow {\frac {\pi }{2}}=\prod _{k=1}^{\infty }\left({\frac {2k}{2k-1}}\cdot {\frac {2k}{2k+1}}\right)={\frac {2}{1}}\cdot {\frac {2}{3}}\cdot {\frac {4}{3}}\cdot {\frac {4}{5}}\cdot {\frac {6}{5}}\cdot {\frac {6}{7}}\cdot \cdots }

## Relação com a aproximação de Stirling
A fórmula de Stirling para n! estabelece que
{\displaystyle n!={\sqrt {2\pi n}}{\left({\frac {n}{e}}\right)}^{n}\left[1+O\left({\frac {1}{n}}\right)\right]}.
Considere agora as aproximações finitas para o produto de Wallis, obtidas tomando os primeiros k termos no produto:
{\displaystyle p_{k}=\prod _{n=1}^{k}{\frac {2n}{2n-1}}{\frac {2n}{2n+1}}}
pk pode ser expresso como
{\displaystyle {\begin{aligned}p_{k}&={1 \over {2k+1}}\prod _{n=1}^{k}{\frac {(2n)^{4}}{[(2n)(2n-1)]^{2}}}\\&={1 \over {2k+1}}\cdot {{2^{4k}\,(k!)^{4}} \over {[(2k)!]^{2}}}\end{aligned}}}
Substituindo a aproximação de Stirling nesta expressão (para k! e (2k)!) pode-se deduzir (após curto cálculo) que pk converge para π⁄2 quando k → ∞.

## ζ'(0)[6]
A função zeta de Riemann e a função eta de Dirichlet podem ser difinidas:
{\displaystyle {\begin{aligned}\zeta (s)&=\sum _{n=1}^{\infty }{\frac {1}{n^{s}}},\Re (s)>1\\\eta (s)&=(1-2^{1-s})\zeta (s)\\&=\sum _{n=1}^{\infty }{\frac {(-1)^{n-1}}{n^{s}}},\Re (s)>0\end{aligned}}}
Aplicando uma transformação de Euler à última série, obtém-se o seguinte
{\displaystyle {\begin{aligned}\eta (s)&={\frac {1}{2}}+{\frac {1}{2}}\sum _{n=1}^{\infty }(-1)^{n-1}\left[{\frac {1}{n^{s}}}-{\frac {1}{(n+1)^{s}}}\right],\Re (s)>-1\\\Rightarrow \eta '(s)&=(1-2^{1-s})\zeta '(s)+2^{1-s}(\ln 2)\zeta (s)\\&=-{\frac {1}{2}}\sum _{n=1}^{\infty }(-1)^{n-1}\left[{\frac {\ln n}{n^{s}}}-{\frac {\ln(n+1)}{(n+1)^{s}}}\right],\Re (s)>-1\end{aligned}}}
{\displaystyle {\begin{aligned}\Rightarrow \eta '(0)&=-\zeta '(0)-\ln 2=-{\frac {1}{2}}\sum _{n=1}^{\infty }(-1)^{n-1}\left[\ln n-\ln(n+1)\right]\\&=-{\frac {1}{2}}\sum _{n=1}^{\infty }(-1)^{n-1}\ln {\frac {n}{n+1}}\\&=-{\frac {1}{2}}\left(\ln {\frac {1}{2}}-\ln {\frac {2}{3}}+\ln {\frac {3}{4}}-\ln {\frac {4}{5}}+\ln {\frac {5}{6}}-\cdots \right)\\&={\frac {1}{2}}\left(\ln {\frac {2}{1}}+\ln {\frac {2}{3}}+\ln {\frac {4}{3}}+\ln {\frac {4}{5}}+\ln {\frac {6}{5}}+\cdots \right)\\&={\frac {1}{2}}\ln \left({\frac {2}{1}}\cdot {\frac {2}{3}}\cdot {\frac {4}{3}}\cdot {\frac {4}{5}}\cdot \cdots \right)={\frac {1}{2}}\ln {\frac {\pi }{2}}\\\Rightarrow \zeta '(0)&=-{\frac {1}{2}}\ln \left(2\pi \right)\end{aligned}}}